# Bernd A. Mertz
Bernd A. Mertz (* 10. Juli 1924 in Berlin; † 17. November 1996 in Frankfurt am Main),  war ein deutscher Autor, Bühnenautor, Drehbuchautor und Astrologe.

## Leben
Mertz schrieb mehrere Drehbücher für Theaterstücke und Fernsehspiele. Ab 1967 moderierte er im ORF die Sendung Prominente spielen ihre Lieblingsidee. 1970 kam er mit der Astrologie in Berührung, die ihn faszinierte, so dass er die Beschäftigung damit zu seinem Hauptberuf machte. In der Falkenreihe schrieb er eines der meistverkauften Einführungsbücher in die Astrologie im deutschsprachigen Raum. Er gilt heute als einer der führenden Vertreter der modernen Astrologie. In 50 Büchern und mehreren Artikeln befasste er sich mit Themen der Astrologie. Er war verheiratet mit der Schauspielerin und Rundfunksprecherin Christiane Eisler-Mertz.

## Werke

### Astrologie (Auswahl)
- Karma in der Astrologie, ISBN 3-7157-0070-X, 1984
- Das Handbuch der Astromedizin. Gesundheit im Horoskop, ISBN 978-3-7205-1683-9, 1991
- Paracelsus und seine Astrologie, ISBN 3-907029-32-1, 1993
- Grundlagen der klassischen Astrologie, ISBN 3-478-08527-6 (1997)
- Venus und Merkur – Der Morgen- und Abendstern im Horoskop , ISBN 978-3-925100-28-4 (1997)
- Astro-Medizin in psychosomatischer Sicht – Das Horoskop als Schlüssel zur Gesundheit , ISBN 978-3-89997-127-9 (2005)

### Drehbücher und Stücke (Auswahl)
- Der Boss ist tod (1964)
- Erschiess mich doch, Liebling (1966)
- Doppelrollen im Quartett (1966)
- Bitte um sanften Mord (1967)
- Die Sexparty (1970)
- Freitag dienstbereit: Passagen-Apotheke (1971)

### Biografie
- Vom Saulus zum Paulus – Bernd A. Mertz und sein Weg zur Astrologie, von Christiane Eisler-Mertz ISBN 978-3-925100-34-5 (1997)

### Hörbuch
- Die Lichter des Himmels geben Zeichen, ISBN 978-3-89997-151-4 (2007)